# Эванс, Бобби (футболист)
Роберт Эванс (англ. Robert Evans 16 июля 1927, Глазго — 1 сентября 2001, Эрдри, Норт-Ланаркшир) — шотландский футболист и футбольный тренер, игрок сборной Шотландии.

## Биография

### Клубная карьера
Эванс начал играть в футбол за юниорскую команду «Поллок» из Глазго. В 1944 году он перешел в «Селтик», в котором отыграл 16 сезонов, став одним из ключевых игроков в истории клуба. Долгожданная победа «Селтика» в Кубке Шотландии в 1951 году и исторический выигрыш Кубка Святого Мунго тем же летом дали Эвансу первый вкус большого успеха. Всего за эту команду он сыграл 384 матча и выиграл ряд трофеев, среди которых чемпионский титул 1954 года, два Кубка Шотландии и два Кубка шотландской лиги.
Затем играл в Англии за «Челси» и «Ньюпорт Каунти», после чего вернулся в Шотландию. В Шотландии играл за «Гринок Мортон», «Терд Ланарк» и «Рэйт Роверс», в котором завершил карьеру игрока.

### Карьера в сборной
В составе сборной Шотландии сыграл 48 матчей, в которых не забил ни одного мяча. В составе сборной был участником ЧМ-1954 и ЧМ-1958.

### Тренерская карьера
Работал тренером клубов «Ньюпорт Каунти» и «Терд Ланарк».

### Смерть
Скончался 1 сентября 2001 года в возрасте 74 лет.